# Airbus A220
L'Airbus A220, precedentemente conosciuto come Bombardier CSeries, è una famiglia di aeroplani di linea a fusoliera stretta composta da due modelli: A220-100 e A220-300, in produzione da parte di Bombardier Aerospace. Il progetto fu annunciato nel 2004, mentre la progettazione e lo sviluppo sono cominciati nel 2008. Dal primo luglio 2018 l'aereo è commercializzato dall'azienda europea Airbus con il nome di A220.

## Storia del progetto

### Sviluppo
Il progetto per un aereo di linea con oltre 100 posti, targato Bombardier, ebbe origine con il tentativo di acquisizione da parte di Bombardier della casa costruttrice olandese Fokker negli anni novanta, proprietaria dei modelli Fokker 100. Le trattative non ebbero esito positivo e la Bombardier rinunciò definitivamente all'acquisto nel 1996.
Il passo successivo fu il progetto Bombardier Regional Jet eXpansion (BRJX) mediante il piano di espansione del modello regionale Bombardier CRJ, con l'obiettivo di aumentare le dimensioni della fusoliera e potenziare i motori ponendoli sotto le ali. Una ipotetica capacità fu stabilita fra gli 80 ed i 120 passeggeri. Il progetto fu accantonato a favore del semplice allungamento del CRJ700 nel CRJ900.

#### Progetto CSeries

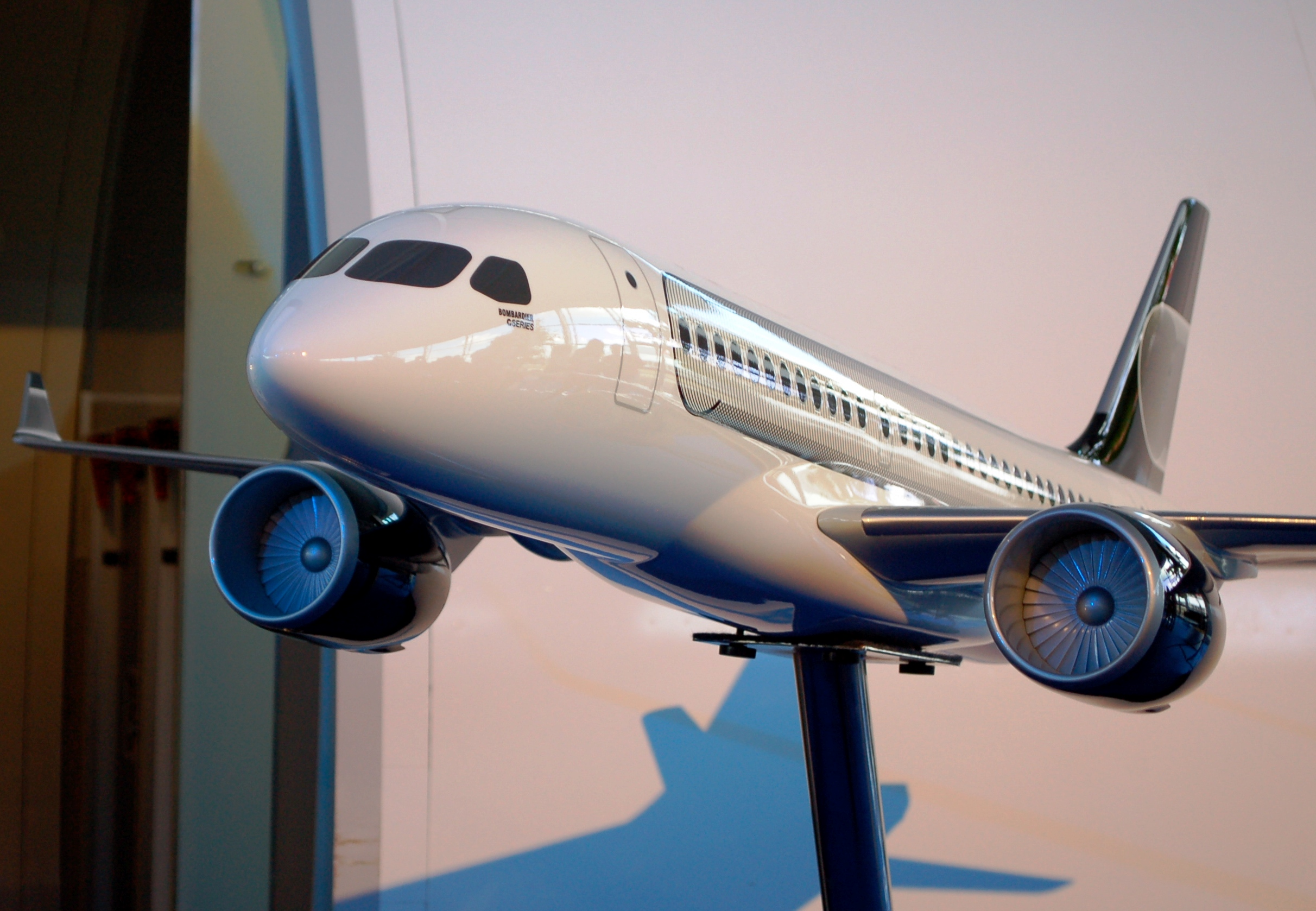
Modello dimostrativo del CSeries all'Airshow di Farborough nel 2008.

Il progetto ufficiale CSeries è stato annunciato nel luglio 2004 da Bombardier Aerospace per rimpiazzare il fallito progetto BRJX. Questo nuovo piano prevedeva aeromobili di capienza tra 100 e 150 passeggeri, con cui per la prima volta Bombardier si proponeva di competere direttamente con i prodotti minori di Airbus e Boeing, quali gli A320 ed i 737, e ne prevedeva il lancio sul mercato nel 2013.
A marzo del 2005 l'azienda canadese ha annunciato i due modelli: C110 con capienza 100-125 posti e C130 con 120-145 posti e ha aperto gli ordini per le compagnie aeree. Per i nuovi CSeries erano previsti l'utilizzo di materiali compositi e di nuovi motori ecologici che promettevano minori consumi di carburante. La Bombardier assumeva la medesima strategia già adottata da Boeing e Airbus rispettivamente per il Boeing 787 e per l'Airbus A350. A maggio dello stesso anno la Bombardier ha stretto accordi con il governo federale canadese, il governo provinciale del Québec ed il governo britannico per i finanziamenti del progetto CSeries, secondo i quali la maggior parte dei componenti sarebbe stata prodotta nello stabilimento di Belfast in Irlanda del Nord, mentre l'assemblaggio dell'aeromobile sarebbe avvenuto nello stabilimento canadese di Mirabel, nei pressi di Montréal.
Il 31 gennaio 2006 la Bombardier ha annunciato che il progetto CSeries non sarebbe stato portato a termine, dichiarando di continuare a pianificare l'aereo ma senza l'intenzione di costruirlo, in quanto non erano arrivati gli ordinativi minimi necessari stimati per l'avvio della produzione dell'aereo.
Esattamente ad un anno dalla dichiarazione di accantonamento del programma, il 31 gennaio 2007 la Bombardier ha annunciato che il progetto ripartiva e a novembre dello stesso anno, l'azienda ha comunicato che i motori utilizzati in esclusiva per la CSeries sarebbero stati i Pratt & Whitney Geared Turbofan (adesso rinominati PW1000G). A febbraio del 2008 la Bombardier ha definito che l'entrata in servizio dell'aeromobile sarebbe avvenuta nel 2013.
Nel marzo 2009 il nome delle due versioni viene cambiato in CS100 e CS300 e nel maggio 2010, la Bombardier Aerospace, ha registrato anche i marchi CS500 e CS900, lasciando intuire la possibilità di una competizione diretta con Airbus e Boeing negli aerei fino a 200 passeggeri, attraverso il futuro sviluppo dei CS100 e CS300 in CS500 e CS900, rispettivamente da 150 e 190 posti. Questa possibilità fu tuttavia negata nel marzo 2011 dalle dichiarazioni del presidente della casa costruttrice canadese, Gary Scott, con l'affermazione di voler "lasciare il mercato di velivoli oltre 150 posti a Boeing ed Airbus". Comunque, il progetto CSeries portó Airbus, nel dicembre 2010, a rivisitare i suoi A320 proponendo la versione ri-motorizzata A320neo, a causa del pericolo percepito dalla Airbus stessa in termini di perdita di quote di mercato nel campo dei velivoli narrow-body nella categoria sotto ai 150 posti. La risposta di Airbus al progetto CSeries costrinse quindi anche Boeing, nell'agosto 2011, ad offrire una versione ri-motorizzata della sua gamma di aerei a fusoliera stretta, proponendo il Boeing 737 MAX.
In occasione del 49º salone internazionale dell'aeronautica e dello spazio di Parigi Le Bourget, nel giugno 2011, la Bombardier ha mostrato per la prima volta l'avanzato cockpit del CSeries, illustrando le principali caratteristiche, quali glass cockpit, fly-by-wire, FMS con precisione RNP 0,1, autoland fino in Cat3b, EFB e HUD.
Bombardier ha firmato, nel marzo 2012, un accordo di cooperazione con la Comac per il progetto C919, secondo il quale i due aeromobili avrebbero avuto 4 punti di similarità: cockpit, sistema elettrico, manuali e specifiche per i materiali avanzati (quali la fusoliera in lega di alluminio-litio), al fine di garantire un notevole vantaggio alle compagnie che avessero utilizzato entrambi gli aerei.

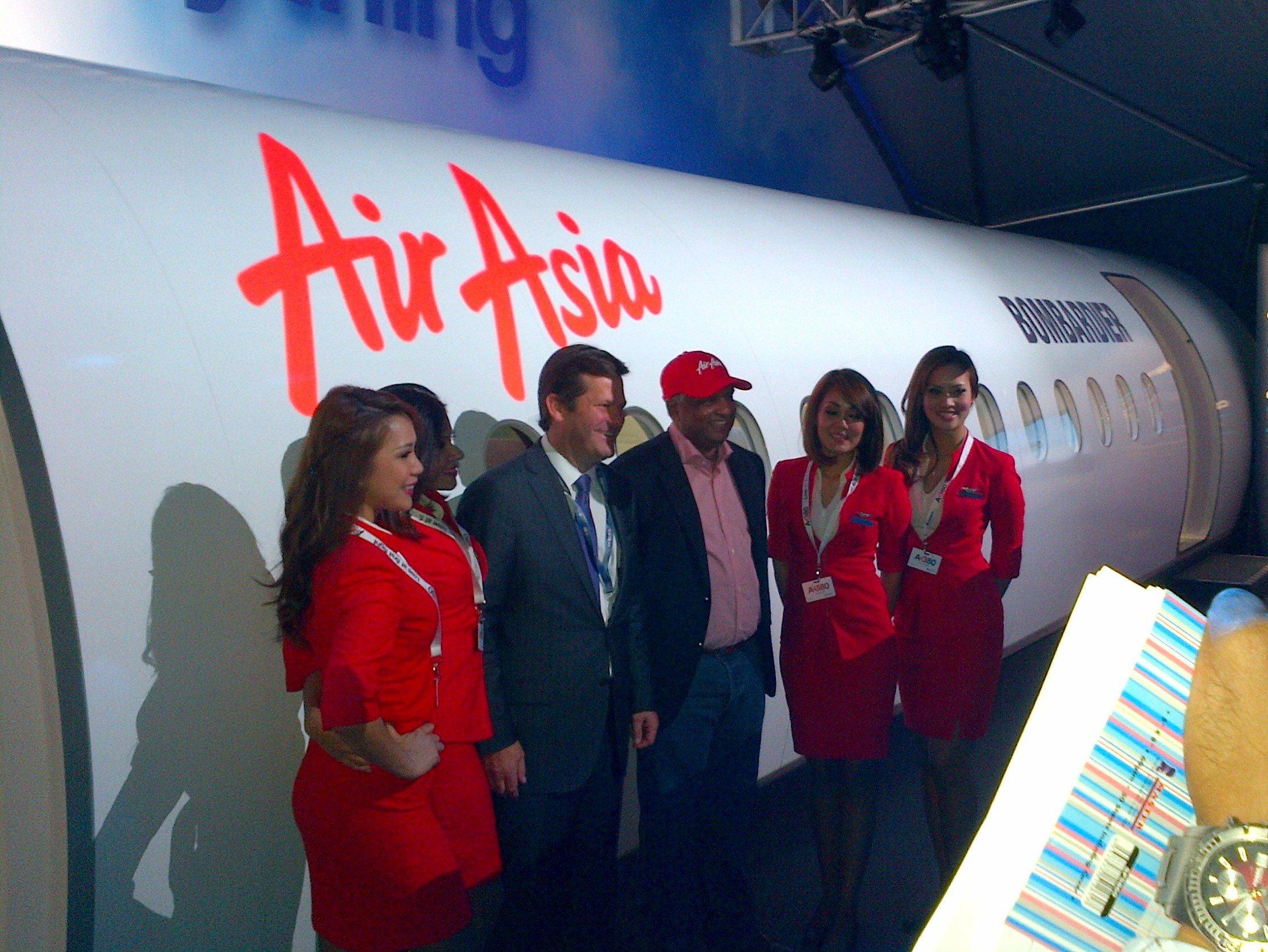
Tony Fernandes, CEO di AirAsia durante la presentazione della proposta versione ad alta densità del CS300, al Farnborough Airshow nel luglio 2012.

Nel luglio 2012, a seguito di discussioni avute con AirAsia, compagnia aerea a basso costo della Malaysia, la Bombardier cominció a valutare la possibilità di proporre una versione del CS300 da 160 posti, particolarmente mirato alle compagnie low cost, modificando la configurazione della cabina ed aggiungendo un secondo set di uscite di emergenza. La proposta suscitó l'attenzione di diverse compagnie, oltre ad AirAsia, anche Vueling, easyJet e Fly Dubai espressero pubblicamente interesse per il modello.
Questa versione ad alta densità, venne inclusa ufficialmente nel progetto, tra le possibili configurazioni, nel novembre 2012. Nel novembre dello stesso anno, a causa di problemi riscontrati nei confronti di alcuni fornitori, la Bombardier ha annunciato un ritardo di circa 6 mesi per il programma per il CS100, spostando il primo volo entro giugno 2013 e l'entrata in servizio entro un anno dal primo volo, mentre l'entrata in servizio per il CS300 rimase programmata entro la fine del 2014.
Il 7 marzo 2013, Bombardier ha presentato il primo velivolo di prova durante una conferenza di aggiornamento sullo stato del programma. Durante l'evento ha presentato ufficialmente la versione Extra Capacity Seating per il CS300, la quale includeva una modifica del progetto con un allungamento della fusoliera, portando la capacità base a 135 passeggeri, ed una seconda serie di uscite di emergenza sulle ali che consentivano di raggiungere la capacità massima di 160 passeggeri. Alla fine di giugno dello stesso anno Bombardier ha dichiarato lo slittamento nel mese di luglio del primo volo già previsto a giugno, a causa di aggiornamenti al software dell'aereo da effettuare in seguito alle richieste della squadra di test del velivolo nel processo di test al suolo. Il primo volo è stato poi ulteriormente posticipato a causa di un processo di integrazione dei sistemi più lungo del previsto. Il 16 settembre 2013, il primo prototipo del CSeries ha effettuato il primo volo, della durata di circa 2 ore e mezzo, dall'aeroporto di Montréal-Mirabel.
A febbraio 2014, in occasione del salone aeronautico internazionale del Bahrein, Bombardier ha annunciato che l'entrata in servizio del CS100 era stata riprogrammata per la seconda metà del 2015, al fine di concedere più tempo al programma di test e certificazione dell'aereo. L'entrata in servizio del CS300 era prevista 6 mesi dopo a quella del CS100.

#### Programma di test

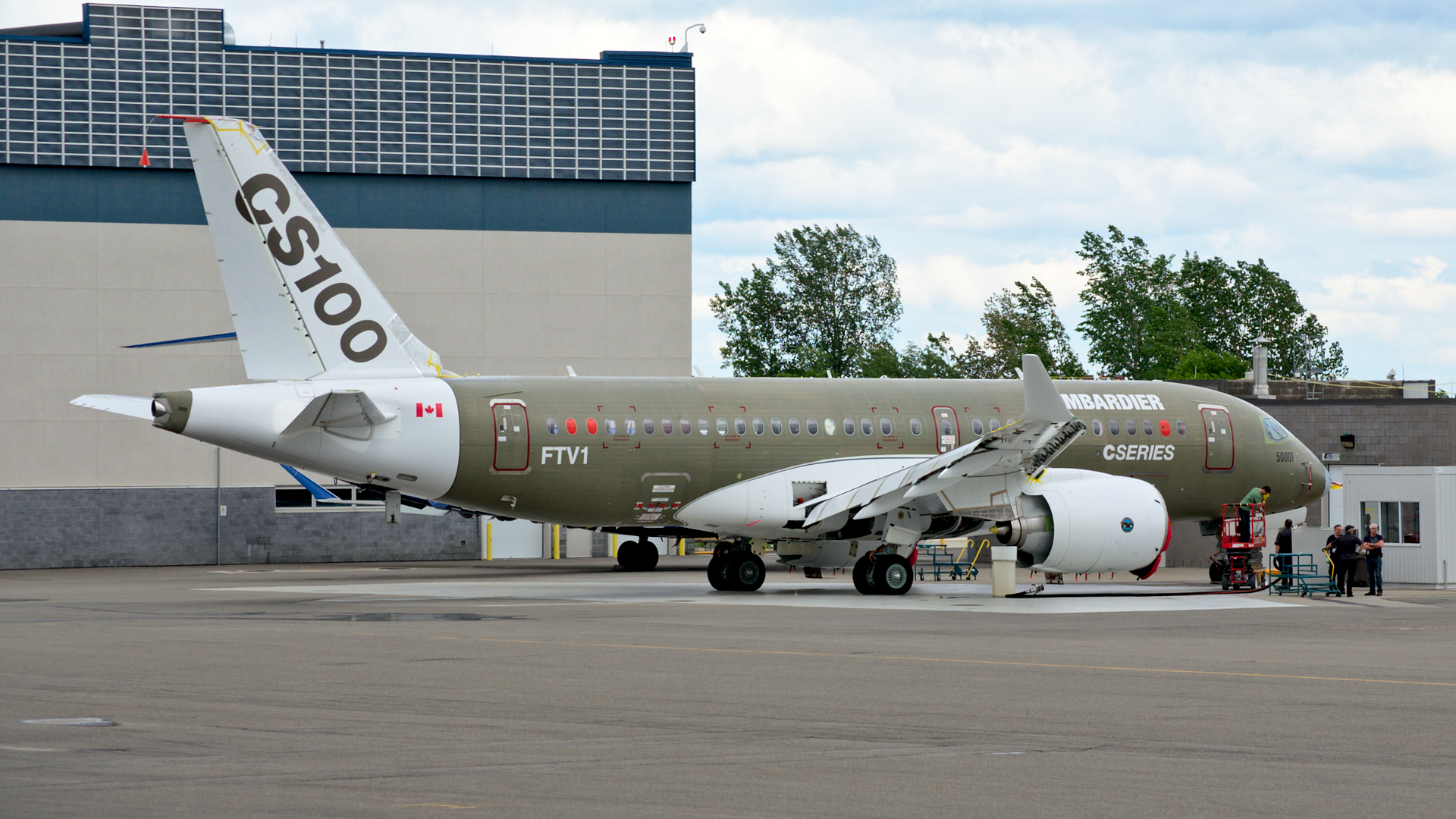
Primo prototipo di Bombardier CS100 (FTV1)

Nel mese di marzo 2011, Bombardier ha cominciato la fase di installazione e prova del sistema CIASTA (Complete Integrated Aircraft Systems Test Area) che consente il controllo e l'ispezione, nonché la simulazione di volo per tutti i sistemi del velivolo, presso lo stabilimento di Mirabel (Québec, Canada).
La Bombardier Aerospace ha effettuato estensivi test sull'aerodinamica del velivolo, mediante simulazioni in gallerie del vento, per oltre cinque anni, terminati nell'ottobre del 2011, confermando le aspettative di efficienza fissate all'inizio del progetto.
Negli ultimi giorni del dicembre 2011, la Bombardier ha cominciato l'attivazione del "Aircraft 0" con il sistema CIASTA, mediante l'assemblaggio di un primo aeromobile statico dedicato ai test intensivi dei sistemi del velivolo per una durata complessiva di circa 4800 ore, funzionando 20 ore al giorno, 7 giorni su 7.
Secondo quanto definito dal general manager per il progetto CSeries, Rob Dewar, il processo di test e certificazione del velivolo ha incluso 7 velivoli FTV (Flight Test Vehicle) dedicati ad un programma comprendente 2400 ore di test in volo, oltre all'Aircraft 0 e ad un velivolo per i test statici, denominato CAST (Complete Assembly Static Test).
Il primo volo del CS100 era stato inizialmente stabilito per il mese di dicembre 2012, secondo quanto dichiarato dal vicepresidente della sezione velivoli commerciali Chet Fuller nel marzo 2012. L'assemblaggio dei componenti strutturali per i primi tre FTV ha avuto inizio nella prima parte del 2012.
Tuttavia, a seguito di problemi insorti con alcuni fornitori, il primo volo è stato ritardato di circa 6 mesi. Chet Fuller ha tuttavia dichiarato che, nonostante il nuovo obiettivo fissato per giugno 2013, il primo volo avrebbe potuto avvenire considerevolmente prima. Al giungere della scadenza prefissata, il primo volo è stato tuttavia posticipato a luglio 2013 e successivamente posticipato nuovamente per le settimane successive, venendo effettuato il 16 settembre 2013.
Ognuno dei velivoli test è stato adibito a programmi di prova specifici:
- Aircraft 0 - Aeroplano ricostruito in tutti i suoi sistemi che consente la prova e la certificazione mediante voli virtuali effettuati al suolo, all'interno del complesso CIASTA.
- CAST - CS100 - Velivolo statico, assemblato al fine di effettuare test di resistenza in condizioni statiche e per certificare l'aeroplano.
- FTV1 - CS100 - Test operativi di comportamento in volo e di valutazione dell'aeroelasticità delle strutture del velivolo.
- FTV2 - CS100 - Test di integrazione dei sistemi e test per la certificazione del velivolo CS100.
- FTV3 - CS100 - Prove di efficienza dei motori PW1500G.
- FTV4 - CS100 - Duplica l'FTV2 per ridurre i tempi di certificazione.
- FTV5 - CS100 - Velivolo dimostrativo, sarà utilizzato anche per i test di affidabilità dei sistemi e per la certificazione ETOPS.
- FTV6 - CS300 - Test per la certificazione del velivolo CS300.
- FTV7 - CS300 - Duplica l'FTV6 per ridurre i tempi di certificazione.

Bombardier ha inoltre attivato, nel corso dei primi mesi del 2012 presso lo stabilimento di Mirabel, un modello simulativo in legno, di dimensioni reali, includendo ogni singola parte, al fine di effettuare test di compatibilità fra le varie parti strutturali del velivolo e per affinare l'addestramento del personale nelle fasi di assemblaggio dell'aeromobile.
Il sistema CIASTA ha effettuato il primo volo virtuale, dando il via al programma di prove al suolo comprendente 4800 ore di test, il 27 agosto 2012, grazie al Integrated Systems Test and Certification Rig (ISTCR), modulo di test e certificazione facente parte del complesso CIASTA.
Il primo velivolo di prova (FTV1) è stato attivato per la prima volta, energizzando il sistema elettrico, il 25 marzo 2013; contestualmente, Bombardier ha dichiarato che i test sul velivolo statico procedevano con risultati soddisfacenti e secondo il programma prestabilito.
Bombardier ha ottenuto, alla fine di agosto 2013, il permesso di volo, che consente di eseguire i test di rullaggio ad alta velocità e di effettuare voli di prova, da parte dell'ente nazionale dell'aviazione civile canadese, Transport Canada.

### Partnership con Airbus
Il 16 ottobre 2017 Airbus e Bombardier Aerospace hanno annunciato una partnership per il programma CSeries, con Airbus che ha acquisto il 50,01% delle quote, Bombardier che ne ha mantenuto il 31% e la società di sostegno alle imprese statale, Investissement Québec, il restante 19%. Questo accordo ha permesso la produzione dei Bombardier CSeries negli stabilimenti di Mobile, in Alabama (dove venivano già costruiti gli A320) in modo da evitare i pesanti dazi imposti dal governo statunitense agli aerei di fabbricazione canadese.
Il 10 luglio 2018 i nuovi velivoli, ribattezzati A220-100 (l'ex CS100) e A220-300 (l'ex CS300) sono stati presentati alla stampa presso l'aeroporto di Tolosa.

## Tecnica
Il Bombardier CSeries si presenta come un velivolo narrow-body in configurazione ad ala bassa con motori turboventola montati sotto le ali e piano di coda convenzionale.
Il carrello di atterraggio si presenta di tipo triciclo e retrattile.
La configurazione di posti in cabina è a corridoio unico con file 3+2 in economy class e 2+2 in business class.
Il progetto include anche sedili più spaziosi e cappelliere più ampie, unitamente ad oblò più grandi per una maggiore illuminazione naturale.
La Bombardier Aerospace ha dichiarato che, rispetto agli aeroplani in produzione alla data di entrata in servizio del CS100, la CSeries vanta minori costi operativi del 15% e risparmio di consumo di carburante del 20%. Questi vantaggi sono presenti anche su aeroplani ri-motorizzati come l'Airbus A320neo ed il Boeing 737 MAX e si attestano sul 12% in costi operativi e 12% in consumo di carburante. Altri pregi risultano essere le minori emissioni di CO2 (-20%) e NOx (-50%) rispetto ad altri modelli della stessa categoria, presenti alla data d’entrata in servizio, assicurando anche una riduzione dell'inquinamento acustico del 75%.

### Fornitori principali
La Bombardier Aerospace fa affidamento su molteplici aziende aeronautiche leader del settore per la fornitura dei componenti destinati al progetto CSeries. Secondo al programma CIASTA per il test integrato del velivolo, la Bombardier ha formato un team di rappresentanti di tutti i fornitori con cui è in costante comunicazione per risolvere ogni problematica che possa insorgere, onde evitare costi aggiuntivi e ritardi al progetto in fase di certificazione dell'aereo.
Mentre Bombardier provvede alla costruzione delle parti posteriore ed anteriore della fusoliera (a Saint-Laurent in Canada) e delle ali (a Belfast nell'Irlanda del Nord), i principali fornitori, e le parti di loro competenza, sono:
- Alenia Aermacchi - stabilizzatori orizzontali e verticali di coda.
- Avio - sistema di ingranaggi (gearbox) per i motori PW1500G, per conto di Pratt & Whitney.[48]
- C&D Zodiac - interni del velivolo.
- CAE - sistemi di progettazione e simulazione.
- Dema SpA - parti composite della cabina di pilotaggio (quali tetto, pavimento e portelli), vano e portelli del carrello di atterraggio.[49]
- Esterline Control Systems-Korry - pannelli di controllo del cockpit.
- GKN Aerospace - winglets[50]
- Goodrich Actuation Systems - sistemi di attuazione degli ipersostentatori.
- Goodrich Corporation - sistemi di rilevamento dei dati aria.
- Fokker Elmo - cablaggi.
- Hamilton Sundstrand - impianto elettrico per la generazione e distribuzione di corrente.
- Hartzell Aerospace - sistema di afflusso d'aria e scarico gas esausti per l'APU.[51]
- Honeywell - sistema di navigazione inerziale e auxiliary power unit.
- Invesco Group - superfici mobili di controllo e pannelli dei vani del carrello di atterraggio, ipersostentatori (flaps).
- Kidde Aerospace & Defense - sistema integrato antincendio.
- L-3 Aviation Recorders - sistemi FDR e CVR.
- Liebherr-Aerospace - carrelli di atterraggio e environmental control system.
- Meggitt Aircraft Braking Systems - sistema frenante elettronico.
- Panasonic Avionics Corporation - cabin management system.
- Parker Hannifin Corporation - sistema idraulico e carburante e sistema fly-by-wire.
- Pratt & Whitney - sistema propulsivo: motori turbofan PW1500G.
- Rockwell Collins - pannelli di interfaccia con il pilota: Pro Line Fusion.
- Presentazione della LOI della Korean Air al Paris Air Show 2011. Senior Aerospace BWT - sistema pneumatico a bassa pressione (environmental control system).

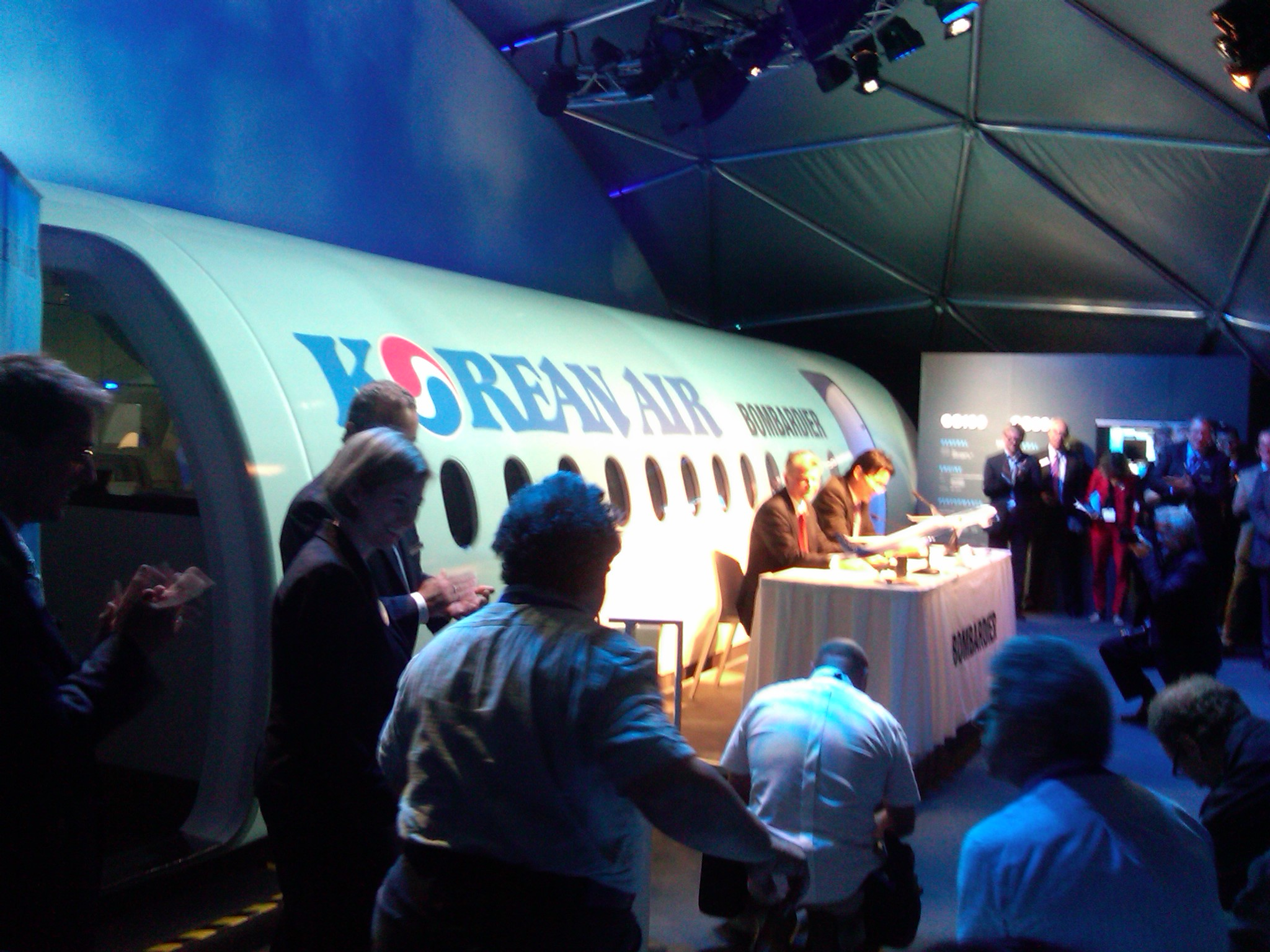
Presentazione della LOI della Korean Air al Paris Air Show 2011.

- Senior Aerospace SSP - sistema pneumatico ad alta pressione (bleed air).
- Shenyang Aircraft Corporation - sezione centrale della fusoliera.
- Sonaca - parti fisse del bordo d'attacco alare.
- Spirit AeroSystems - strutture di supporto dei motori.
- Woodward MPC - quadrante di controllo dei motori.

L'assemblaggio finale dell'aereo è fatto presso lo stabilimento ex Bombardier di Mirabel, in Canada e presso lo stabilimento Airbus di Mobile (Alabama) negli USA.

## Versioni
- A220-100: versione più corta della famiglia A220, ha un peso massimo al decollo di 63 100 kg e può trasportare fino a 135 passeggeri in una classe.
- A220-300: versione allungata, ha un peso massimo al decollo di 69 900 kg e può trasportare fino a 160 passeggeri in una classe; è la variante più richiesta dalle compagnie aeree.

## Dati tecnici
| Dati                                 | A220-100                     | A220-300                     |
| ------------------------------------ | ---------------------------- | ---------------------------- |
| Equipaggio in cabina di pilotaggio   | 2 piloti                     | 2 piloti                     |
| Configurazione posti                 | Business: 2-2 - Economy: 2-3 | Business: 2-2 - Economy: 2-3 |
| Capacità massima passeggeri          | 127                          | 145                          |
| Lunghezza totale                     | 35,00 m                      | 38,70 m                      |
| Lunghezza cabina                     | 23,70 m                      | 27,50 m                      |
| Diametro fusoliera                   | 3,50 m                       | 3,50 m                       |
| Diametro cabina                      | 3,28 m                       | 3,28 m                       |
| Apertura alare                       | 35,10 m                      | 35,10 m                      |
| Superficie alare                     | 112,3 m²                     | 112,3 m²                     |
| Freccia alare                        | 30°                          | 30°                          |
| Altezza                              | 11,50 m                      | 11,50 m                      |
| Peso operativo a vuoto (OEW)         | 35 220 kg                    | 37 080 kg                    |
| Peso massimo senza carburante (MZFW) | 50 400 kg                    | 55 800 kg                    |
| Peso massimo alla rampa (MRW)        | 63 500 kg                    | 70 300 kg                    |
| Peso massimo al decollo (MTOW)       | 63 100 kg                    | 69 900 kg                    |
| Peso massimo all'atterraggio (MLW)   | 52 400 kg                    | 58 700 kg                    |
| Carico utile massimo                 | 15 100 kg                    | 18 700 kg                    |
| Capacità cargo                       | 6 LD3                        | 8 LD3                        |
| Capacità massima carburante          | 21 805 L                     | 21 508 L                     |
| Velocità di crociera                 | 0,78 Mach 963,14 km/h        | 0,78 Mach 963,14 km/h        |
| Velocità massima                     | 0,82 Mach 1012,54 km/h       | 0,82 Mach 1012,54 km/h       |
| Autonomia                            | 3 400 nmi 6 297 km           | 3 350 nmi 6 204 km           |
| Quota di tangenza                    | 41 000 ft 12 500 m           | 41 000 ft 12 500 m           |
| Motori (x2)                          | PW1500G                      | PW1500G                      |
| Spinta (x2)                          | 83-109 kN                    | 83-109 kN                    |

## Utilizzatori
Al giugno 2024, tutti gli esemplari consegnati sono operativi.
Gli utilizzatori sono:
- Delta Air Lines (68 esemplari)
- airBaltic (47 esemplari)
- Air Canada (33 esemplari)
- Air France (32 esemplari)
- Swiss International Air Lines (30 esemplari)
- JetBlue Airways (25 esemplari)
- ITA Airways (25 esemplari)
- Breeze Airways (20 esemplari)
- Korean Air (10 esemplari)
- Iraqi Airways (5 esemplari)
- Air Tanzania (4 esemplari)
- Air Austral (3 esemplari)
- Bulgaria Air (3 esemplari)
- Cyprus Airways (2 esemplari)
- Qantas (2 esemplari)
- Air Manas (1 esemplare)
- Air Senegal (1 esemplare)
- Ibom Air (1 esemplare)

## Incidenti
Tra luglio e ottobre 2019, a seguito di tre avarie ai motori Pratt & Whitney PW1000G, la Swiss sospese temporaneamente le operazioni di volo con gli A220 per accertamenti tecnici.
Il 1º gennaio 2024 un uomo, introdottosi indebitamente sul piazzale dell'aeroporto Internazionale di Salt Lake City, morì dopo essersi arrampicato su una gondola motore di un A220 della Delta Air Lines fermo in attesa del de-icing, non accorgendosi che la turbina era accesa.
Il 23 dicembre 2024 un A220-300 della Swiss, operante il volo 1885 da Bucarest a Zurigo-Kloten, dovette compiere un atterraggio d'emergenza a Graz, in Austria, a seguito dello sviluppo di fumo in cabina. I 79 occupanti vennero evacuati attraverso gli scivoli d'emergenza e un assistente di volo, rimasto gravemente intossicato, morì qualche giorno dopo in ospedale.